# Buddismo impegnato
Il buddismo impegnato, noto anche come buddismo socialmente impegnato, è un movimento sociale di matrice buddista emerso in Asia nel XX secolo. È composto da buddisti che cercano di applicare l'etica buddista, le intuizioni acquisite dalla pratica della meditazione e dagli insegnamenti del dharma buddista, alle situazioni contemporanee di sofferenza e ingiustizia sociale, politica, ambientale ed economica.
Il moderno buddismo impegnato è emerso in Vietnam negli anni '50, dagli insegnamenti del buddismo Thiền (Buddhismo Chán) di Thích Nhất Hạnh . È stato reso popolare dal giurista, politico e riformatore sociale indiano BR Ambedkar, che ha ispirato il movimento buddista Dalit negli anni '50, da allora si è diffuso nel subcontinente indiano e in Occidente .
Durante gli anni '60, i concetti di "buddismo impegnato" e "buddismo socialmente impegnato" furono proposti e condivisi da reti di buddisti connesse in Asia e in Occidente per descrivere il loro adattamento dei valori buddisti e della condotta etica all'attivismo sociale e politico. Ciò includeva una serie di attività sociali e politiche non violente come il consolidamento della pace, la promozione dei diritti umani, la protezione dell'ambiente, lo sviluppo rurale, la lotta al conflitto etnico, l'opposizione alla guerra e il sostegno ai diritti delle donne . Con la globalizzazione e il progresso tecnologico, le organizzazioni e gli sforzi di buddisti impegnati si sono diffusi in tutto il mondo; un esempio è la rete internazionale non settaria Buddhist Peace Fellowship.

## Origini
L'insegnante buddista vietnamita Thích Nhất Hạnh ha coniato il termine "Buddismo impegnato" nella sua raccolta di articoli "A Fresh Look at Buddhism" (Uno sguardo nuovo al buddismo). Il Buddismo impegnato è emerso dalla necessità di rispondere alle crisi mondiali, in particolare alla guerra del Vietnam. Il termine era nuovo, ma il Buddismo che si occupa di questioni sociali e politiche era già diffuso in tutto il mondo.
Thích Nhất Hạnh si è ispirato al movimento di riforma del buddismo umanistico in Cina da Taixu e Yinshun. A Taiwan il Buddismo è una delle principali religioni praticate, la monaca e insegnante taiwanese Cheng Yen e il monaco insegnante cinese Hsing Yun hanno successivamente divulgato buddismo impegnato in questa aerea geografica. Nhất Hạnh descrisse il concetto utilizzando il cinese letterario, la lingua liturgica del buddismo vietnamita, chiamandolo Chinese 'Worldly Buddhism' (Buddismo mondano). Durante la guerra del Vietnam, lui e la comunità spirituale sangha risposero alla sofferenza che li circondava, in parte adottando le tecniche di attivismo nonviolento del Mahatma Gandhi in India e del reverendo Martin Luther King Jr. negli Stati Uniti. Vedevano questo lavoro come parte della loro pratica di meditazione e consapevolezza, non come qualcosa di separato.
Già nel 1946, il monaco, studioso e scrittore buddista dello Sri Lanka Walpola Rahula identificò un ethos sociale esplicito presente nei primi insegnamenti buddisti. Notò che il Buddha incoraggiava i primi monaci a viaggiare per portare beneficio al maggior numero di persone, e che i suoi discorsi ai laici spesso includevano istruzioni pratiche su questioni sociali ed economiche, piuttosto che occuparsi esclusivamente di questioni filosofiche o soteriologiche.

## Insegnamenti
Il Buddismo impegnato applica gli insegnamenti del Buddha alla vita sociale per realizzare il cambiamento sociale. I buddisti impegnati sperano di collegare le credenze buddiste tradizionali alla protesta e all’azione sociale. Un modo per vedere il Buddismo Impegnato è attraverso "I quattordici precetti del Buddismo Impegnato"  di Thích Nhất Hạnh, che servono come linee guida per vivere con una consapevolezza sociale più forte 
1. Non essere idolàtra o legato ad alcuna dottrina, teoria o ideologia, anche buddista. I sistemi di pensiero buddisti sono mezzi guida; non sono verità assoluta.
2. Non pensare che la conoscenza che possiedi attualmente sia la verità assoluta e immutabile. Evita di avere una mentalità ristretta e di essere legato alle opinioni attuali. Impara e pratica il non attaccamento ai punti di vista per essere aperto a ricevere i punti di vista degli altri. La verità si trova nella vita e non semplicemente nella conoscenza concettuale. Sii pronto ad apprendere durante tutta la tua vita e ad osservare la realtà in te stesso e nel mondo in ogni momento.
3. Non forzare gli altri, compresi i bambini, in alcun modo, ad adottare le tue opinioni, sia attraverso l’autorità, la minaccia, il denaro, la propaganda o anche l’educazione. Tuttavia, attraverso il dialogo compassionevole, aiuta gli altri a rinunciare al fanatismo e alla chiusura mentale.
4. Non evitare la sofferenza e non chiudere gli occhi prima di soffrire. Non perdere la consapevolezza dell'esistenza della sofferenza nella vita del mondo. Trova modi per stare con chi soffre, inclusi il contatto personale, le visite, le immagini e i suoni. In questo modo risveglia te stesso e gli altri alla realtà della sofferenza nel mondo.
5. Non accumulare ricchezza mentre milioni di persone soffrono la fame. Non prendere come scopo della tua vita la fama, il profitto, la ricchezza o il piacere sensuale. Vivi semplicemente e condividi tempo, energia e risorse materiali con chi è nel bisogno.
6. Non mantenere rabbia o odio. Impara a penetrarli e trasformarli quando sono ancora semi nella tua coscienza. Non appena sorgono, rivolgi la tua attenzione al respiro per vedere e comprendere la natura del tuo odio.
7. Non perderti nella dispersione e nell'ambiente che ti circonda. Pratica la respirazione consapevole per tornare a ciò che sta accadendo nel momento presente. Rimani in contatto con ciò che è meraviglioso, rinfrescante e curativo sia dentro che intorno a te. Pianta semi di gioia, pace e comprensione in te stesso per facilitare il lavoro di trasformazione nel profondo della tua coscienza.
8. Non pronunciare parole che possano creare discordia e causare la rottura della comunità. Fare ogni sforzo per riconciliare e risolvere tutti i conflitti, per quanto piccoli.
9. Non dire cose false per motivi di interesse personale o per impressionare le persone. Non pronunciate parole che causano divisione e odio. Non diffondere notizie di cui non si sa con certezza. Non criticare o condannare cose di cui non sei sicuro. Parla sempre in modo sincero e costruttivo. Abbi il coraggio di denunciare situazioni di ingiustizia, anche quando ciò potrebbe mettere a rischio la tua stessa sicurezza.
10. Non utilizzare la comunità buddista per guadagno o profitto personale, né trasformare la tua comunità in un partito politico. Una comunità religiosa, tuttavia, dovrebbe prendere una posizione chiara contro l’oppressione e l’ingiustizia e dovrebbe sforzarsi di cambiare la situazione senza impegnarsi in conflitti di parte.
11. Non vivere con una vocazione dannosa per l’uomo e la natura. Non investire in aziende che privano gli altri della possibilità di vivere. Scegli una vocazione che ti aiuti a realizzare il tuo ideale di compassione.
12. Non uccidere. Non lasciare che gli altri uccidano. Trovare tutti i mezzi possibili per proteggere la vita e prevenire la guerra.
13. Non possedere nulla che dovrebbe appartenere ad altri. Rispettare la proprietà degli altri, ma impedire agli altri di trarre profitto dalla sofferenza umana o dalla sofferenza di altre specie sulla Terra.
14. Non maltrattare il tuo corpo. Impara a gestirlo con rispetto. Non considerare il tuo corpo solo come uno strumento. Preservare le energie vitali (sessuale, respiro, spirito) per la realizzazione della Via. (Per fratelli e sorelle che non sono monaci e monache:) L'espressione sessuale non dovrebbe avvenire senza amore e impegno. Nei rapporti sessuali, sii consapevole della sofferenza futura che potrebbe essere causata. Per preservare la felicità degli altri, rispettare i diritti e gli impegni degli altri. Sii pienamente consapevole della responsabilità di mettere al mondo nuove vite. Medita sul mondo in cui stai portando nuovi esseri.

(Thích Nhất Hạnh)

## In India
Una nuova visione del buddhismo è nata in India con il movimento Budhista Dalit, il buddismo impegnato visto come rinascita è stato voluto e fondato da B.R. Ambedkar. Il buddismo socialmente impegnato di Ambedkar si concentra sulla giustizia economica, sulla libertà politica e sull'impegno morale. Ambedkar si convertì al Buddismo nel 1956 e diede inizio a quello che viene chiamato Buddismo Ambedkar, quando nell'ottobre 1956 a Nagpur, quasi 400.000 Dalit si convertirono dall'Induismo. Il suo libro Il Buddha e il suo Dhamma fu pubblicato nel 1957, dopo la sua morte.
Citazione dal paragrafo Choice and Adaptation, articolo A Fourth Turning of the Wheel? Ambedkar Buddhism di Christopher Queen 

## Buddismo socialmente impegnato in Occidente
In Occidente, come in Oriente, il Buddismo impegnato tenta di collegare l’autentica pratica buddista – in particolare la consapevolezza – con l’azione sociale. Ha due centri principali: la comunità monastica di Plum Village a Loubes-Bernac, in Francia, e la Comunità di Mindful Living a Berkeley, in California. Entrambi i centri sono legati alla Chiesa buddista unificata di Nhất Hạnh.
L'attuale Dalai Lama Tenzin Gyatso, ha anche incoraggiato i buddisti a essere maggiormente coinvolti nella sfera socio-politica

### Organizzazioni
Furono fondate molte organizzazioni per aiutare a costruire il movimento dei Buddisti Impegnati, questi includono la Soka Gakkai internazionale, Buddhist Peace Fellowship, Buddhist Global Relief, International Network of Engaged Buddhists, Zen Peacemakers e Order of Interbeing. Altri gruppi buddisti impegnati includono Benevolent Organisation for Development, Health and Insight, Gaden Relief Projects, la rete britannica Network of Buddhist Organisations, Fo Guang Shan e Tzu Chi.

### Figure notevoli
Figure di spicco nel movimento includono Robert Aitken Roshi, Joanna Macy, Gary Snyder, Alan Senauke, Sulak Sivaraksa, Daisaku Ikeda, Maha Ghosananda, Sylvia Wetzel, Joan Halifax, Tara Brach, Taigen Dan Leighton, Ken Jones, Jan Willis, Bhante Sujato, Bhikkhu Bodhi, e Ajahn Buddhadasa.